# ميدان أحمد عرابي (الإسكندرية)

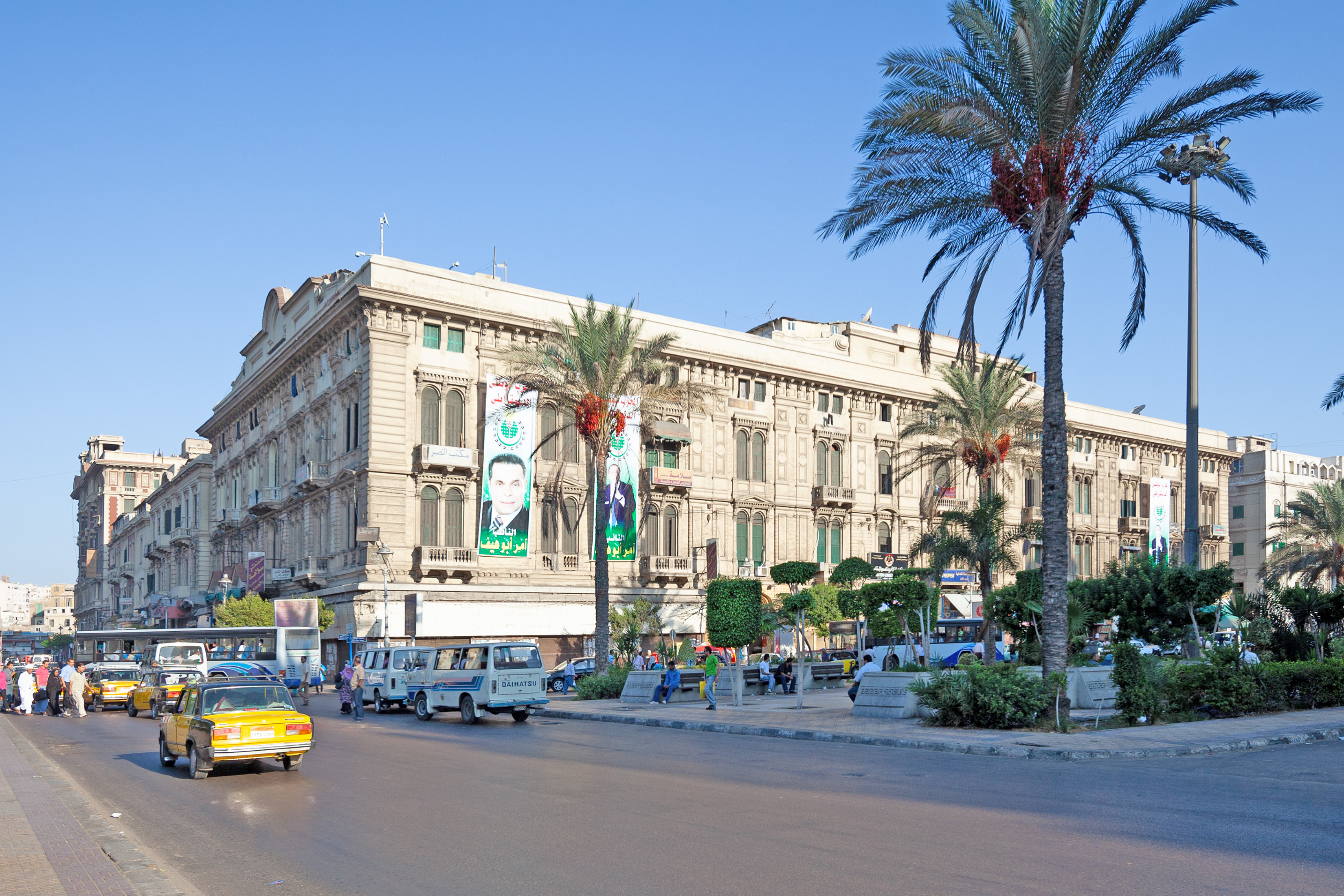
واجهة وكالة مونفراتو.

ميدان أحمد عرابي أحد أهم ميادين الإسكندرية، يقع في منطقة المنشية، يصل بين طريق الكورنيش.